# Partido dos Trabalhadores (Singapura)
O Partido dos Trabalhadores (em inglês: Workers' Party; em chinês: 工人党, Gōngrén Dǎng; em malaio: Parti Pekerja; em tamil: பாட்டாளிக் கட்சி, Pāṭṭāḷik Kaṭci) é um partido político de centro-esquerda à esquerda de Singapura, sendo um dos três partidos políticos contemporâneos representados no Parlamento, ao lado do Partido da Ação Popular (governo) e do Partido do Progresso de Singapura (oposição). Atualmente é o maior partido de oposição no Parlamento. É também um dos dois partidos mais antigos em atividade no país, tendo disputado todas as eleições parlamentares desde 1959, sendo o outro o Partido da Ação Popular. O Partido dos Trabalhadores tem sido o único partido político além do Partido da Ação Popular com deputados eleitos desde as eleições gerais de 1991.
O Partido dos Trabalhadores foi fundado em 1957 por David Saul Marshall, tendo anteriormente liderado a Frente Trabalhista à vitória nas eleições gerais de 1955, formando um governo minoritário e tornando-se o primeiro ministro-chefe de Singapura. Depois que sua delegação à Londres para negociar o governo autônomo completo e a eventual independência foi inicialmente rejeitada pelos britânicos, ele renunciou ao cargo de líder da Frente Trabalhista e de seu cargo em 1957. Depois de criar o Partido dos Trabalhadores, Marshall voltou como seu primeiro representante na Assembleia Legislativa como membro da Constituinte de Anson em 1961, antes de renunciar em 1963, após um desentendimento com alguns membros do partido.
Posteriormente, a legenda perdeu destaque durante os anos 1960 e 1970 antes de seu ressurgimento em 1981, quando o então líder do partido J.B. Jeyaretnam se tornou o primeiro deputado da oposição a ser eleito desde a independência de Singapura em 1965, tendo surpreendentemente derrotado o candidato do governo do Partido da Ação Popular em uma eleição suplementar no antigo distrito eleitoral de Anson, de Marshall. Ele foi reeleito nas eleições gerais de 1984, mas subsequentemente perdeu seu assento no Parlamento em 1986 após uma condenação por contabilidade falsa dos fundos do partido, uma condenação que Jeyaretnam afirmou ter motivação política. Ex-membros proeminentes do Partido dos Trabalhadores também incluem o ex-presidente da Law Society of Singapore, Francis Seow, bem como o ativista socialista Lee Siew Choh.
Posicionando-se como um "peso e contrapeso" no Parlamento, o Partido dos Trabalhadores é ideologicamente social-democrata. Apoia uma abordagem progressista do nacionalismo cívico, reduzindo a idade de votação de 21 para 18 anos, expandindo as políticas de salário mínimo para cobrir todos os setores, bem como proporcionando mais flexibilidade em relação ao plano abrangente obrigatório de poupança e pensão, o Fundo Central de Previdência. Nos últimos anos, seus membros usaram uniformes azul-claro durante as campanhas políticas para representar as ligações do partido com os trabalhadores do colarinho azul.

## Ideologia
O Partido dos Trabalhadores se autodenomina um partido de oposição credível, construtivo e racional no Parlamento que não se limita a "opor por opor". Deseja responsabilizar o governo por quaisquer questões relativas aos singapurenses e possibilitar que eles exerçam os seus direitos de participação política.
Historicamente influenciado pelo keynesianismo, o partido favorece a intervenção estatal na economia e certa redistribuição da riqueza. A tributação foi vista como um meio de alcançar uma "grande redistribuição de riqueza e rendimento" em manifestos anteriores. O partido também deseja maiores direitos para os trabalhadores de Singapura e um estado de bem-estar por meio de medidas como alocação de maiores investimentos no sistema público de saúde do país.
Em geral, a ideologia central do Partido dos Trabalhadores é de centro-esquerda, com algumas facções mais à esquerda. A legenda comprometeu-se no seu manifesto a apoiar a classe média, a classe trabalhadora e outras classes mais baixas.
Embora geralmente o partido tenda para esquerda, também tem defendido uma abordagem mais sincrética e calibrada em relação à imigração. Propôs, por exemplo, que o número total de trabalhadores estrangeiros fosse limitado se Singapura conseguir atingir uma taxa de crescimento anual de 1% na mão de obra local.

## Resultados eleitorais

### Eleições legislativas
| Data | Cl. | Votos   | %     | +/-  | Deputados | +/-     | Status       |
| ---- | --- | ------- | ----- | ---- | --------- | ------- | ------------ |
| 1959 | 6.º | 4.127   | 0,8%  |      | 0 / 51    |         | Sem assentos |
| 1963 | 8.º | 286     | 0,0%  |      | 0 / 51    | Estável | Sem assentos |
| 1968 | 2.º | 3.049   | 4,0%  |      | 0 / 58    | Estável | Sem assentos |
| 1972 | 2.º | 90.885  | 12,2% |      | 0 / 65    | Estável | Sem assentos |
| 1976 | 2.º | 91.966  | 11,5% |      | 0 / 69    | Estável | Sem assentos |
| 1980 | 2.º | 39.590  | 6,2%  |      | 0 / 75    | Estável | Sem assentos |
| 1984 | 2.º | 110.868 | 12,6% | 6,4  | 1 / 79    | 1       | Oposição     |
| 1988 | 3.º | 224.473 | 16,7% | 4,0  | 0 / 81    | 1       | Sem assentos |
| 1991 | 3.º | 112.010 | 14,3% | 2,4  | 1 / 81    | 1       | Oposição     |
| 1997 | 2.º | 101.544 | 14,1% | 0,1  | 1 / 83    | Estável | Oposição     |
| 2001 | 4.º | 19.060  | 3,0%  | 11,1 | 1 / 84    | Estável | Oposição     |
| 2006 | 2.º | 183.578 | 16,3% | 13,4 | 1 / 84    | Estável | Oposição     |
| 2011 | 2.º | 258.510 | 12,8% | 3,7  | 6 / 87    | 5       | Oposição     |
| 2015 | 2.º | 282.143 | 12,5% | 0,3  | 6 / 89    | Estável | Oposição     |
| 2020 | 2.º | 279.922 | 11,2% | 1,3  | 10 / 93   | 4       | Oposição     |